# Get Outta My Way
"Get Outta My Way" este un cîntec dance-pop înregistrat de către artista de origine autraliană Kylie Minogue, lansat de pe cel de-al unsprezecelea album de studio Aphrodite. A fost lansat ca al doilea single pe data de 27 septembrie 2010.

## Producția
Kylie Minogue a anunțat că melodia "Get Outta My Way" va fi lansată ca al doilea single la o petrecere de promovare a albumului în Ibiza pe data de 5 iulie 2010. Cântecul a fost prima dată disponibil publicului printr-un album megamix, înainte de lansarea oficială.
"Get Outta My Way" a fost scrisă și compusă de către Lucas Secon, Damon Sharpe, Peter Wallevik, Daniel Davidsen și Cutfather, iar Stuart Price laund parte la co-producția acesteia. Într-un interviu, Secon a descris cantecul ca "un cântec electro-disco sexy cu versuri inteligente și linii melodice interesante". Acesta a mai declarat că melodia nu a fost scrisă pentru un artist anume și, la un moment dat, patru artiști doreau cântecul să fie lansat ca primul lor single, înainte ca acesta să fie cerut de către Kylie Minogue.

## Recenzii oficiale
Mayer Nissim, de la site-ul britanic faimos de divertisment și media "Digital Spy", a acordat piesei 4 stele și jumătate din maximum de 5 și a scris: "Cu ritmul pulsant ca bază, sunetele simplu învelite și aranjamentul clasic, cântecul este probabil cel mai călduros și nesofisticat lucru pe care Kylie l-a făcut mai bine de un deceniu, dar cu atât mai bine pentru aceasta". Christel Loar, din partea revistei online "PopMatters", i-a dat piesei o recenzie pozitivă, declarând că "atracția vibrantă este irezistibilă chiar dacă Kylie îi va spune iubitului ei ce se va intampla dacă acesta are de gând să stea degeaba acolo".

## Videoclip
O bună parte a videoclipului arată proiecțiile lui Frieder Weiss. Videoclipul începe cu Minogue și dansatorii acesteia ca protagoniști, mișcându-se ușor pe un ring de dans dinamic, imitativ, tip fucsia. Fiecare dintre ei este înconjurat de o licărire care îi urmează mișcarile lui Minogue în timp real, purtând pe mâini manuși sport, care îi luminează fața și corpul, datorită luminilor încorporate. 
În a doua parte, Kylie apare pe scena cu scaune albe, purtând o costumație metalică aurită. După aceasta, artista se mișcă în aceleași mișcări coregrafice folosite la interpretarea cântecul în cadrul concursului american de talente "America's Got Talent". Împingerea scaunelor pe o parte indica începutul următoarei părți din videoclip. Minogue apare piedestal, ridicând-se delicat de un strat de apă. Finalul îi arata pe dansatori și Kylie jucându-se cu luminile, până când totul revine la ringul de dans dinamic, unde aceștia se răsucesc și dispar succesiv în negru.

## Versiuni oficiale
| - CD Single 1. "Get Outta My Way" - 3:39 2. "Get Outta My Way" (7th Heaven Mix) - 3:35 - Bimbo Jones Remixes 1. "Get Outta My Way" (Bimbo Jones Piano Mix) - 6:46 2. "Get Outta My Way" (Bimbo Jones Club Remix) - 6:51 3. "Get Outta My Way" (Bimbo Jones Piano Mix Radio Edit) - 3:30 4. "Get Outta My Way" (Bimbo Jones Club Remix Radio Edit) - 3:37 - CD Maxi 1. "Get Outta My Way" - 3:39 2. "Get Outta My Way" (Bimbo Jones Club Remix - Radio Edit) - 3:35 3. "Get Outta My Way" (Sidney Samson Remix) - 5:35 4. "Get Outta My Way" (Paul Harris Vocal Remix) - 7:18 5. "Get Outta My Way" (Mat Zo Remix) - 8:31 6. "Get Outta My Way" (Music Video) - 7" Disc Tip Vinil 1. "Get Outta My Way" - 3:39 2. "Get Outta My Way" (Bimbo Jones Piano Mix - Radio Edit) - 3:35 - CD Promotional în Marea Britanie 1. "Get Outta My Way" - 3:41 2. "Get Outta My Way" (Instrumental) - 3:44 - CD Promotional #1 în Statele Unite 1. "Get Outta My Way" (7th Heaven Club Mix) - 7:52 2. "Get Outta My Way" (7th Heaven Radio Mix) - 3:35 3. "Get Outta My Way" (Paul Harris Mix) - 7:18 4. "Get Outta My Way" (Paul Harris Dub) - 7:36 - CD Promotional #2 în Statele Unite 1. "Get Outta My Way" (Daddy's Groove Remix) - 8:02 2. "Get Outta My Way" (Mat Zo Remix) - 8:30 3. "Get Outta My Way" (Kris Menace Remix) - 6:46 4. "Get Outta My Way" (Sidney Samson Remix) - 5:34 5. "Get Outta My Way" (BeatauCue Remix) - 5:03 | - Descarcare Digitala 1. "Get Outta My Way" - 3:39 - iTunes Remixes EP 1. "Get Outta My Way" (Edit) - 3:40 2. "Get Outta My Way" (Bimbo Jones Club Remix Radio Edit) - 3:35 *mislabeled as the Piano Mix Radio Edit 3. "Get Outta My Way" (Paul Harris Vocal Remix) - 7:18 *mislabeled as the Radio Edit 4. "Get Outta My Way" (Kris Menace Remix) - 6:46 5. "Get Outta My Way" (Daddy's Groove Magic Island Rework) - 8:03 6. "Get Outta My Way" (BeatauCue Remix) - 5:01 7. "Get Outta My Way" (Steve Anderson's Pacha Extended Mix) - 6:44 - Amazon.co.uk Remixes EP 1. "Get Outta My Way" - 3:41 2. "Get Outta My Way" (Bimbo Jones Club Remix Radio Edit) - 3:35 3. "Get Outta My Way" (Sidney Samson Remix) - 5:35 4. "Get Outta My Way" (7th Heaven Radio Edit) - 3:37 5. "Get Outta My Way" (Paul Harris Dub Remix) - 7:37 6. "Get Outta My Way" (Daddy's Groove Magic Island Rework) - 8:03 7. "Get Outta My Way" (SDP Extended Mix) - 5:41 - Masterbeat.com Remixes EP 1. "Get Outta My Way" (7th Heaven Club Mix) - 7:52 2. "Get Outta My Way" (7th Heaven Radio Mix) - 3:35 3. "Get Outta My Way" (Paul Harris Dub) - 7:36 4. "Get Outta My Way" (Paul Harris Remix) - 7:19 5. "Get Outta My Way" (Stuart Price Extended Club) - 5:40 |

## Clasamente
| Clasamentul (2010)   | Poziția maximă |
| -------------------- | -------------- |
| Australia            | 69             |
| Austria              | 61             |
| Belgia (Flanders)    | 7              |
| Beligia (Wallonia)   | 10             |
| Cehia                | 58             |
| Europa               | 71             |
| Germania             | 45             |
| Irlanda              | 35             |
| Japonia              | 57             |
| Slovacia             | 18             |
| Marea Britanie       | 12             |
| SUA Dance Club Songs | 1              |